# آق‌ماتبک (شهرستان چوی)
آق‌ماتبک (به لاتین: Akmatbek) یک روستا در قرقیزستان است که در شهرستان چوی واقع شده‌است. آق‌ماتبک ۲۰۲ نفر جمعیت دارد و ۱٬۱۰۸ متر بالاتر از سطح دریا واقع شده‌است.